# Tiger team
Tiger Team (zwany również Red Team) – zespół doświadczonych ekspertów z dziedziny bezpieczeństwa systemów komputerowych lub hakerów, zatrudniony dla odnalezienia słabych punktów sieci korporacyjnej i odkrycia luk w jej zabezpieczeniach.
Członkowie tych zespołów, chcąc dostać się do sieci komputerowej i jej zasobów, stosują najróżniejsze, czasem bardzo prozaiczne metody. Techniki te polegają m.in. na przeglądaniu zawartości koszy na śmieci, nakłanianiu pracowników do podawania poufnych danych przez telefon (w tym kodów dostępu), czy włamywaniu się do pomieszczeń serwerów. Spektakularne włamania bywają dokonywane przez dach.  Wyczyny członków grup obrosły już legendą. Według niektórych obserwatorów, gdyby podano do publicznej wiadomości szczegóły niektórych akcji zespołów tiger team, zostałyby one uznane za jedne z najbardziej błyskotliwych włamań komputerowych historii. Stosowanie najbardziej zaawansowanych zapór sieciowych i algorytmów szyfrujących nie da rezultatu, jeśli zawiedzie czynnik ludzki.
Zespoły tiger team od lat testują zabezpieczenia wszelkich obiektów wojskowych i cywilnych, w tym banków, laboratoriów jądrowych i fabryk broni. Ich pojawienie się w świecie internetu stanowi naturalną konsekwencję obaw o bezpieczeństwo transakcji w handlu elektronicznym i przechowywaniu danych (m.in. danych o transakcjach, danych osobowych klientów, informacji ekonomicznych o firmie).